# Rio Dell (Humboldt megye, Kalifornia)
Rio Dell város az USA Kalifornia államában, Humboldt megyében. Lakosainak száma 3379 fő (2020. április 1.). 
A település népességének változása:

| 2010 | 3 368 |
| 2020 | 3 379 |